# James Grieve

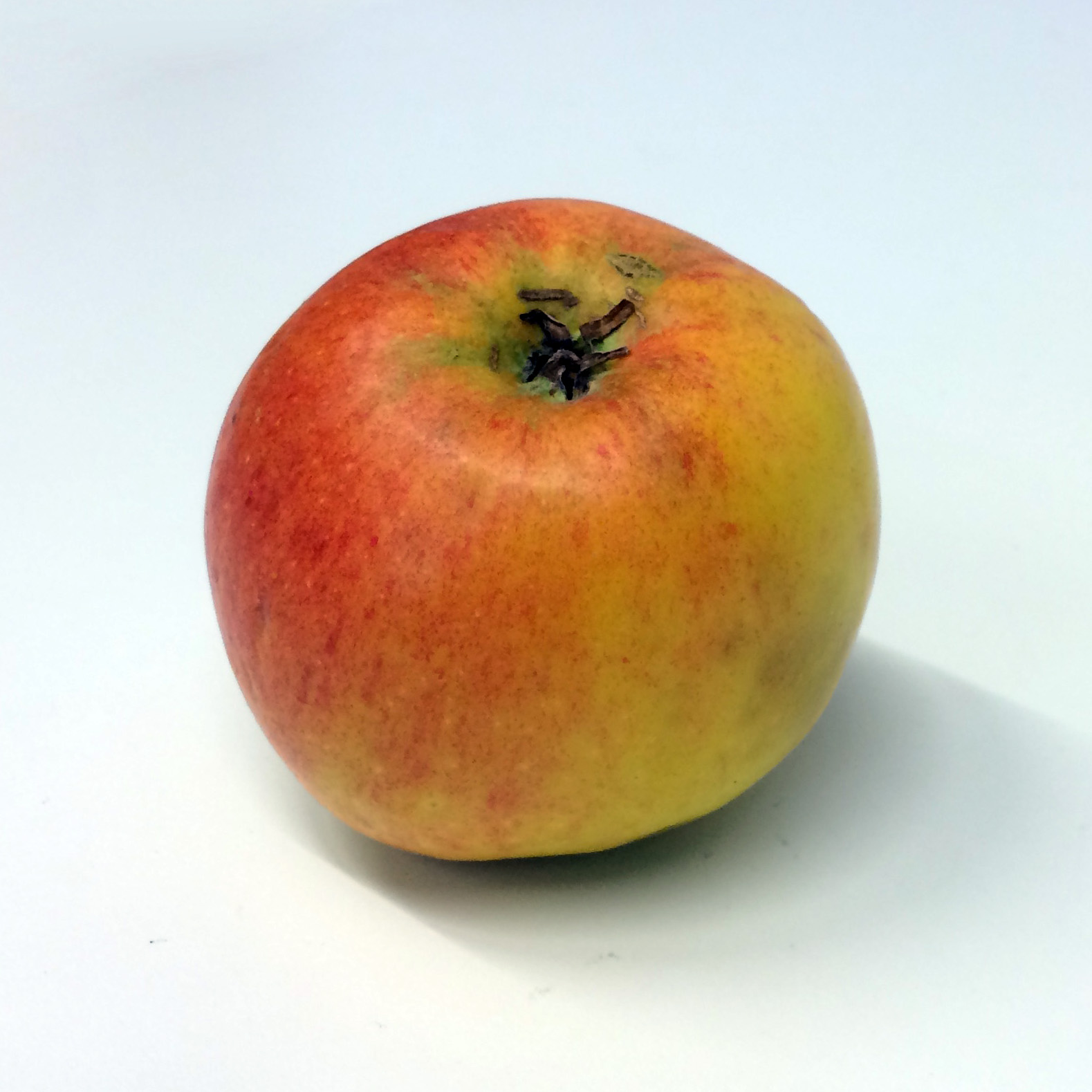
James Grieve-äpple
Fotograferat i samband med Nordiska museets äppelfestival i september 2014.

James Grieve (andra namn Grieve, Jems Griev och Dzems Griw) är en äppelsort som förädlats från  ett i Edinburgh, Skottland upptäckt självsått exemplar, som hade Cox Orange som förälder. Det beskrevs första gången 1893. En ny sort korsades fram av en person vid namn James Grieve, och det nya äpplet fick därav sitt namn. Den ena föräldrasorten hade således tämligen säkert ett ursprung i Cox Orange, men man är idag osäker beträffande vilken annan sort som användes. Pott's Seedling nämns som en hypotes av intresseorganisationen Orange Pippin.
1897 tilldelades prestationen Award of Garden Merit  av Royal Horticultural Society (RHS), följt 1906 av First Class Certificate.
James Grieve började säljas i Sverige år 1916 av Alnarps Trädgårdar, år 1925 av Bissmark plantskola, år 1934 av Bergianska Trädgården, och år 1923 av Ramlösa Plantskola.  En röd mutant av James Grieve härstammar från Essex England år 1922. Röda mutanter till James Grive har planterats i Sverige. År 1976 utgjorde James Grieve 3,7% av alla äppleträd i svenska yrkesodlingar.

## Beskrivning
Trädet är svagväxande med rundad krona, och blir inte särskilt stort. Det är robust och blommorna klarar köldknäppar bra. Sorten klarar sig bra i varierande klimat, från södra Sverige och Norge till sydöstra Österrike. Däremot klarar den inte torka särskilt bra; och trivs bäst i trakter med måttligt sommarregn.
James Grieve är diploid med genotypen S5S8 och kan därför pollinera bland annat Aroma, Cox Orange, Filippa, Gul Richard, Ingrid Marie, Lobo och Mio. Till skillnad från de flesta andra äppelarter, som är självsterila, kan James Grieve pollineras genom självbefruktning.
Färgen på kart är lysande gulgrönt, som mot hösten övergår i gult. Fullmoget blir skalet fläckvis rött. Skalet är glatt, vaxartat och aningen klibbigt.
Skaftet är tunt och långt, och sitter i en ganska djup och vid grop, som kan få bruna fläckar av begynnande barkbildning (förkorkning). Det diametralt sittande fnaset är också nedsänkt i en grop. Medelvikten är 125 gram, densiteten 0,75, sockerhalten 11,5% samt syrahalten 0,82%. C-vitamin 5-9mg/100gram.

## Skörd
Äpplena mognar ojämnt och måste alltså plockas selektivt under en längre skördetid. Skaftet lossnar lätt från grenen, så i blåsigt väder kan det bli mycket fallfrukt, som lätt får stötskador. På varma växtplatser kan det bli omfattande fallfrukt, innan äpplet är fullmoget
James Grieve är i Sverige slutmoget omkring skiftet september–oktober och håller sig därefter vid bra förvaring kring en månad. Smaken mildras något efter lagring. Doften är behaglig.
I andra länder kan mognadstiden förskjutas något, alltefter det rådande lokalklimatet.
Mot slutet av mognadstiden mjuknar köttet snabbt, och äpplet blir ömtåligt, svårt att transportera längre sträckor, och klarar inte maskinell hantering.
I Sverige odlas James Grieve gynnsammast i zonerna I–IV. Trädet bär för det mesta äpplen varje år.

## Sjukdomar
James Grieve är förhållandevis motståndskraftig mot skorv och mjöldagg, men klarar mögel och päronpest (ett bakterieangrepp av Erwinia amylovora) sämre. I vissa trakter kan trädkräfta förekomma.
Ibland blir skalet på skördade äpplen prickigt efter en tids lagring. Skadan kan även tränga in under skalet. Detta gäller särskilt frukt som plockats i början av skördetiden. Detta kan hänföras till kalciumbrist. Det är inte på något sätt hälsofarligt, men smaken försämras något. Emellertid kan sådan frukt utan betänkande användas till mos. Prickigsjuka kan undvikas genom lämplig gödsling av trädet.
Kalcium kan i preventivt syfte tillföras även efter skörd. Frukten nedsänks då 3 dygn i ett bad av kalciumnitrat eller kalciumklorid och sköljs därefter i vatten. Detta förfaringssätt är åtminstone i Tyskland förbjudet.

## Användning
Köttet är i början fast; i den mognadsgraden lämpar sig detta äpple bäst till mos.
Fullmoget blir det ett fint ätäpple med söt och syrlig smak av s.k. gravensteinertyp. Köttet är då ganska löst och saftigt, och blir sålunda lämpligt för beredning av äppelmust.
Det kan med fördel användas som råvara vid jäsning till etanol.

## Varianter
Flera reproducerande mutationer av James Grieve har uppstått. Varianternas frukter utmärks generellt av starkare rödfärgning än stamformens.
Exempel på mutanter:
- Erich Neumanns Roter James Grieve från 1953. Mognar sent
- Lired (Roosje)
- Redcoat Grieve, högavkastande. England 1916.

## Förädling
James Grive har genom förädling på växtanstalter runt om i Europa givit upphov till ett tiotal nya sorter. För svensk del kan särskilt noteras Katja, framtagen genom korsning (Worcester Pearmain × James Grieve) vid Balsgård 1947. Katja kom ut på marknaden 1966.

## Produktion
James Grieve kom riktigt i ropet och spreds snabbt vida i Europa. På 1990-talet var årsproduktionen i några länder ungefärligen följande:
| Land          | kton |
| ------------- | ---- |
| Nederländerna | 20   |
| Tyskland      | 8    |
| Belgien       | 3,5  |
| Österrike     | 0,75 |

## Bilder

James Grieve
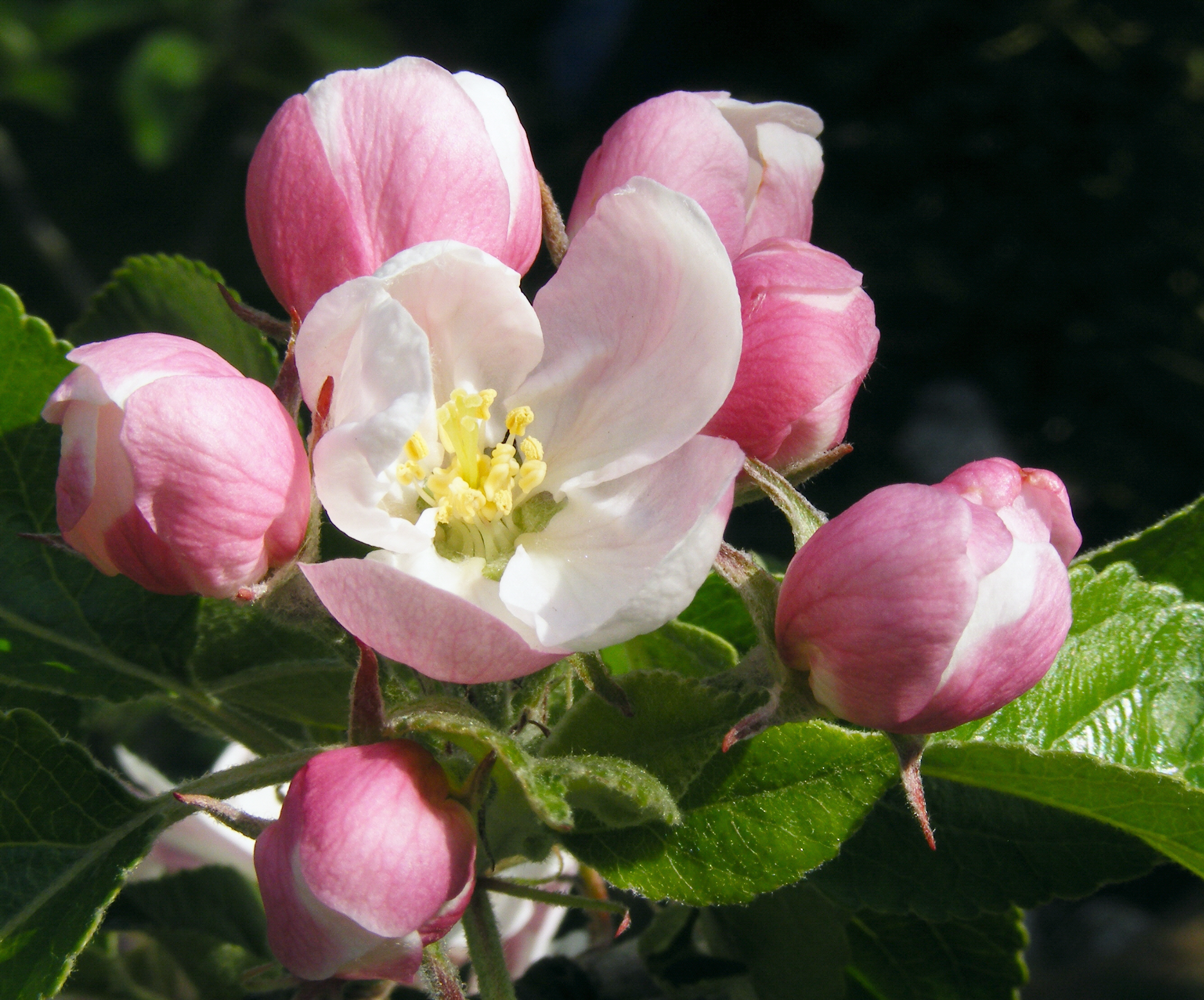
Knippe blommor Den öppna blomman i mitten pollineras först, och knopparna runt om slår ut senare. Därav grunden till den ojämna mogenhetsgraden under fruktsäsongen.
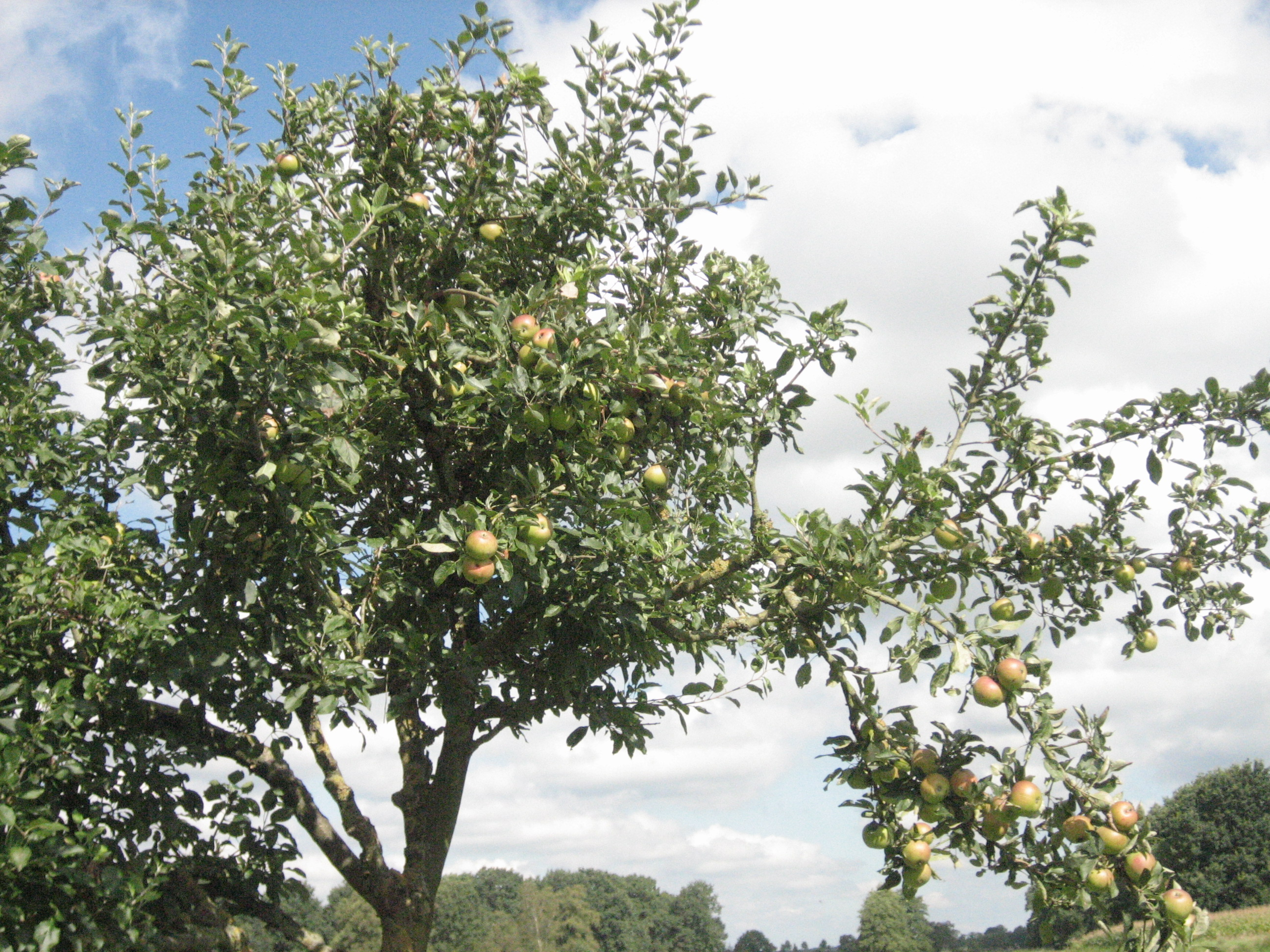
20 augusti; ännu syns inget fullmoget äpple. Den åt höger utskjutande grenen borde dock ha beskurits redan för ett par år sedan.
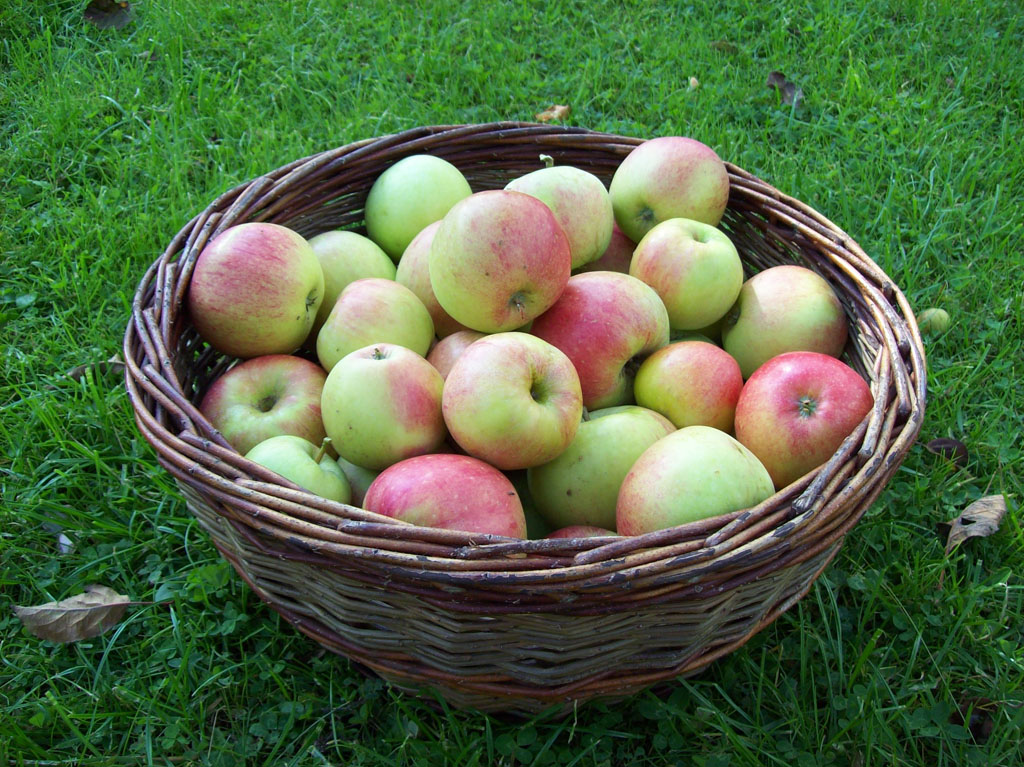
Blandad mogenhetsgrad.
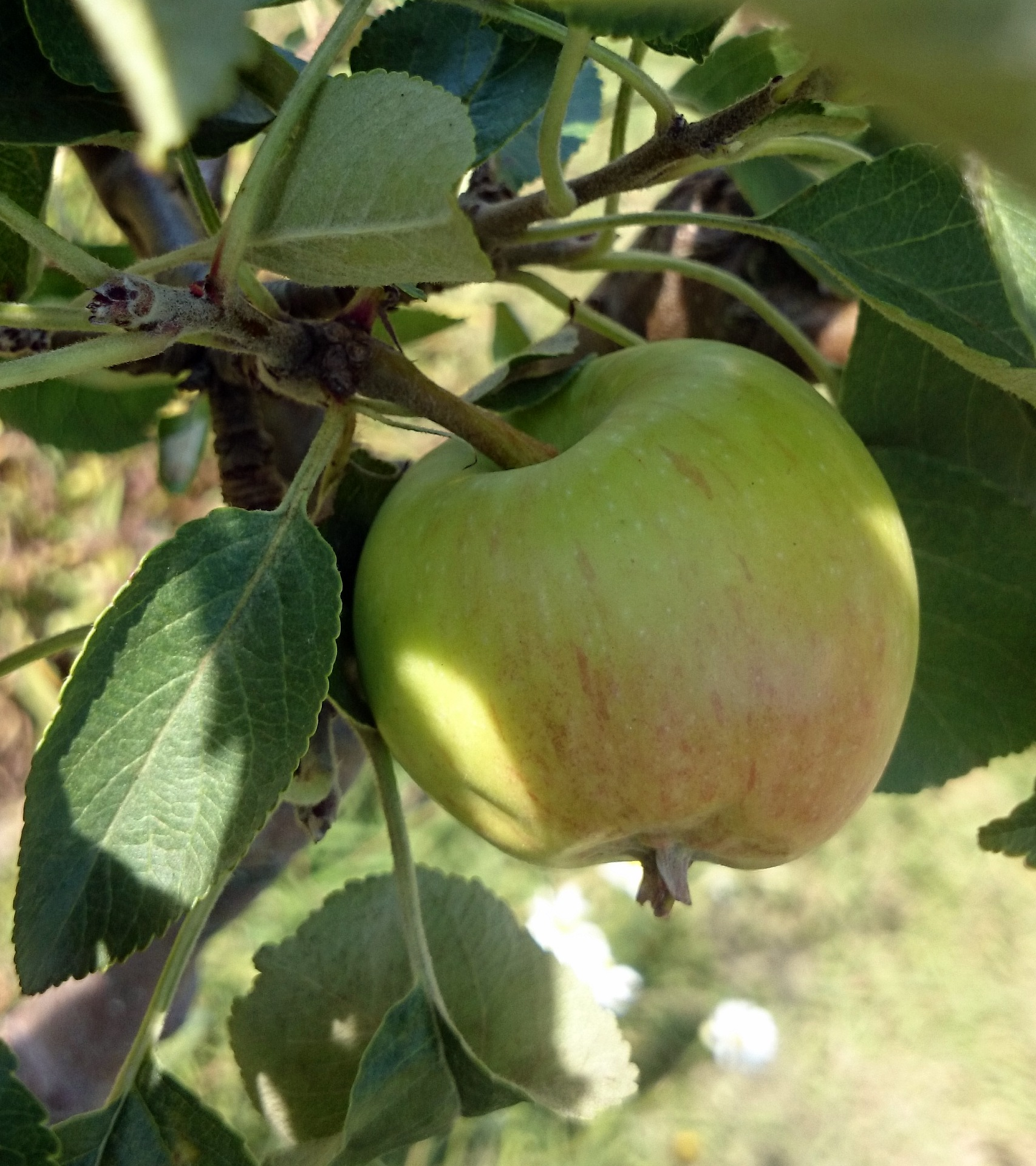
Halvmoget äpple 2 augusti. Både stjälk och fnas sitter insjunkna i gropar.
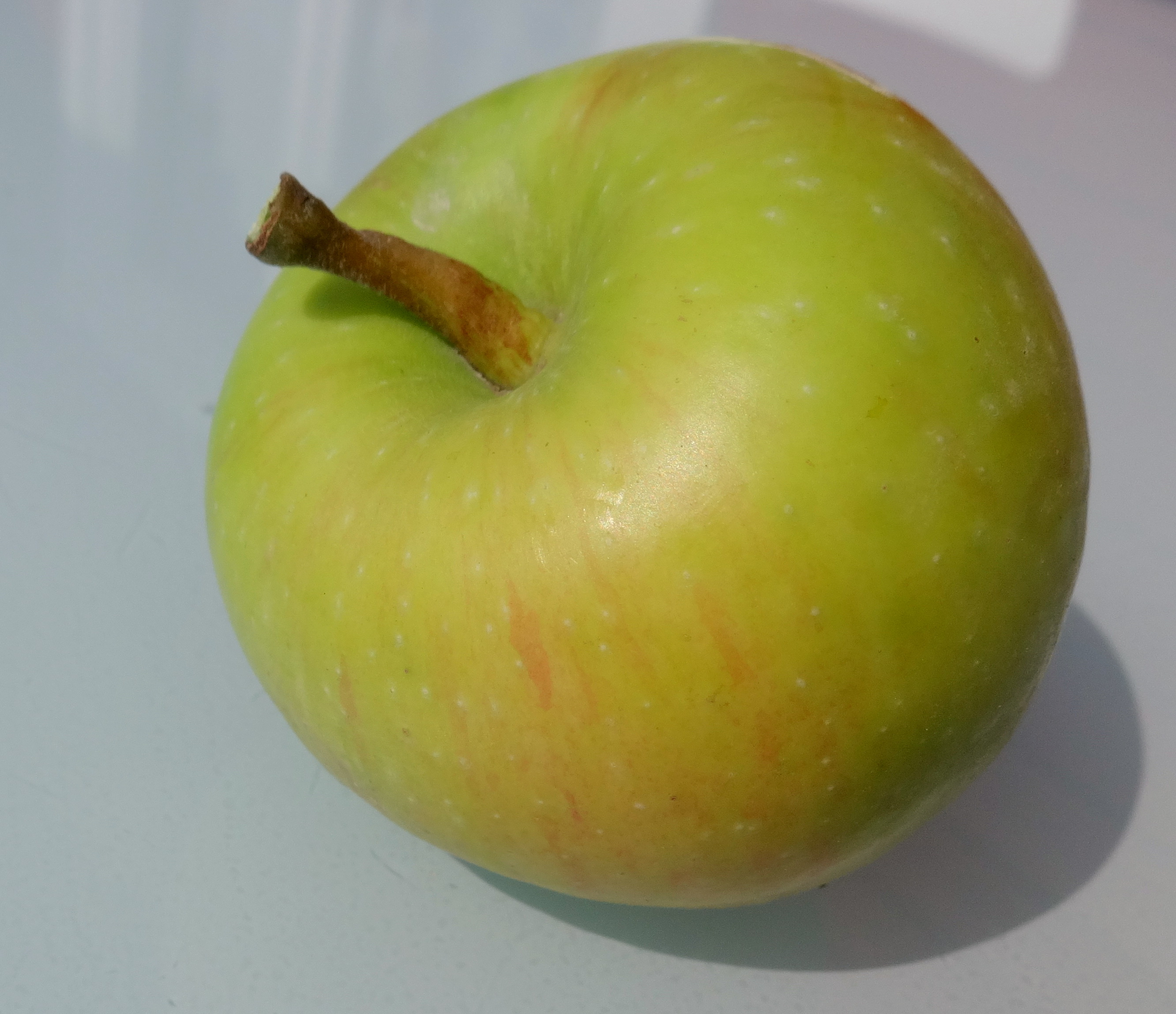
Omoget äpple 29 augusti; bara antydan till det röda i skalet.
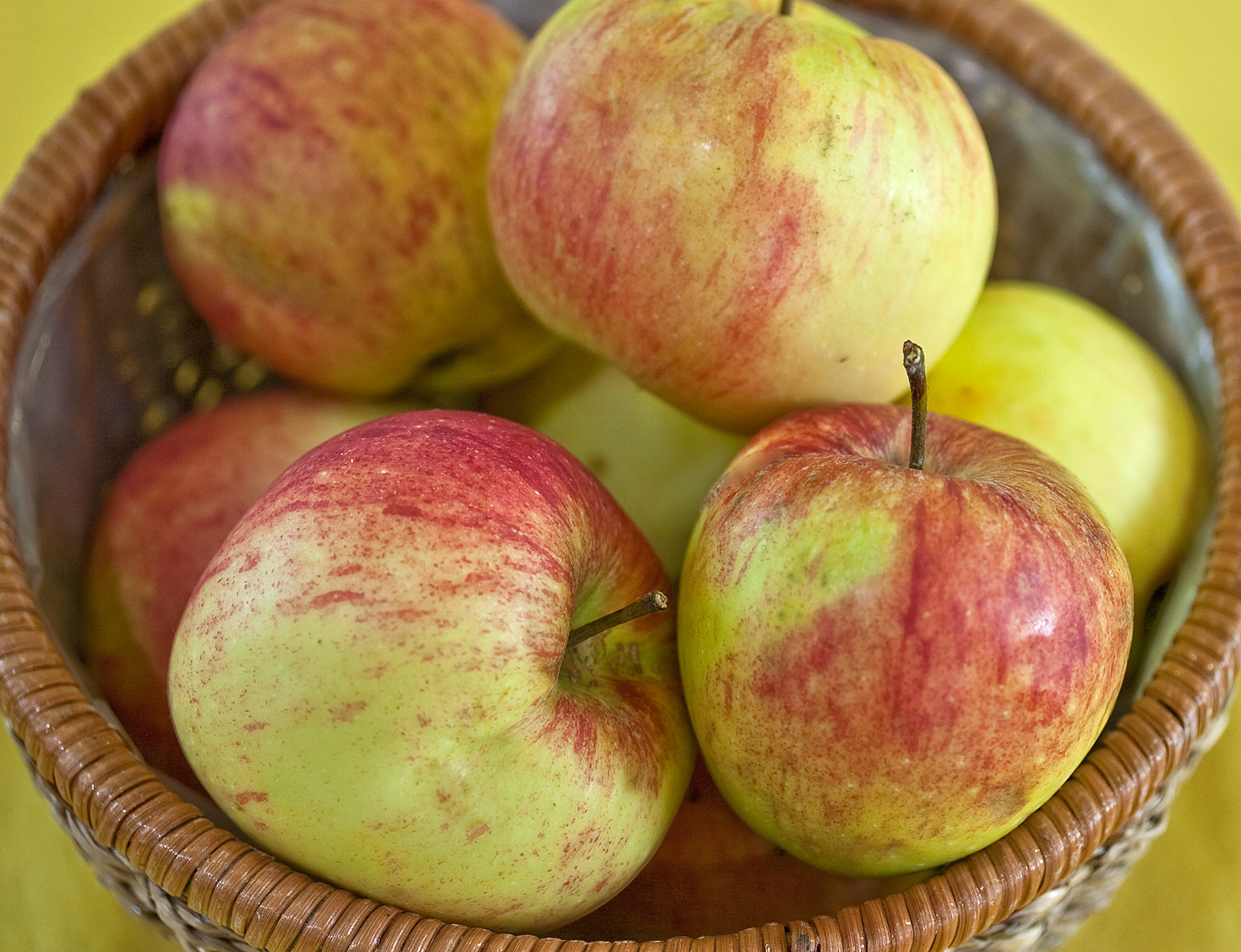
Mogna äpplen 12 september. Lägg märke till ojämnheterna i de röda partierna och den djupa gropen kring skaftet.

Sjukdomsangrepp
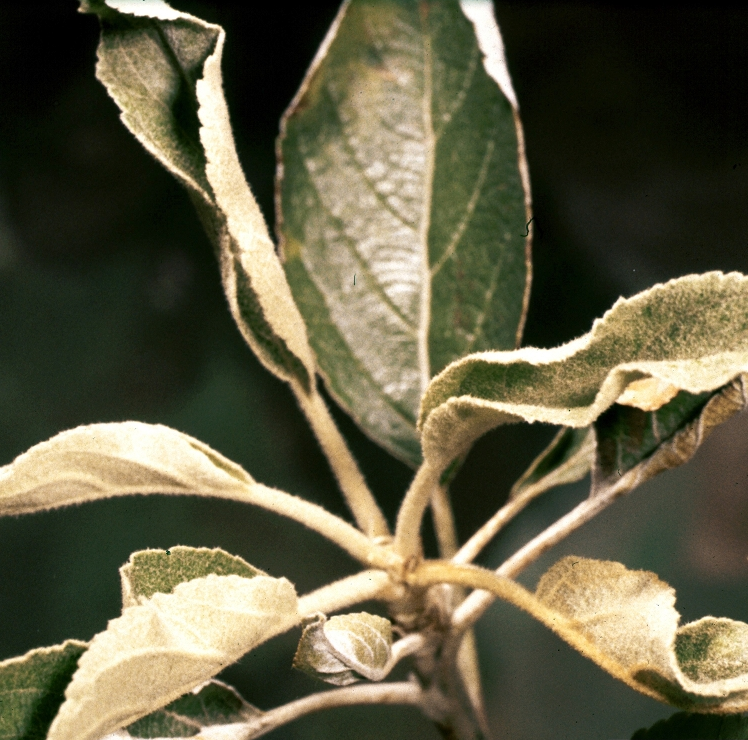
Mjöldagg på blad Exemplet visas dock på annan art än James Grieve
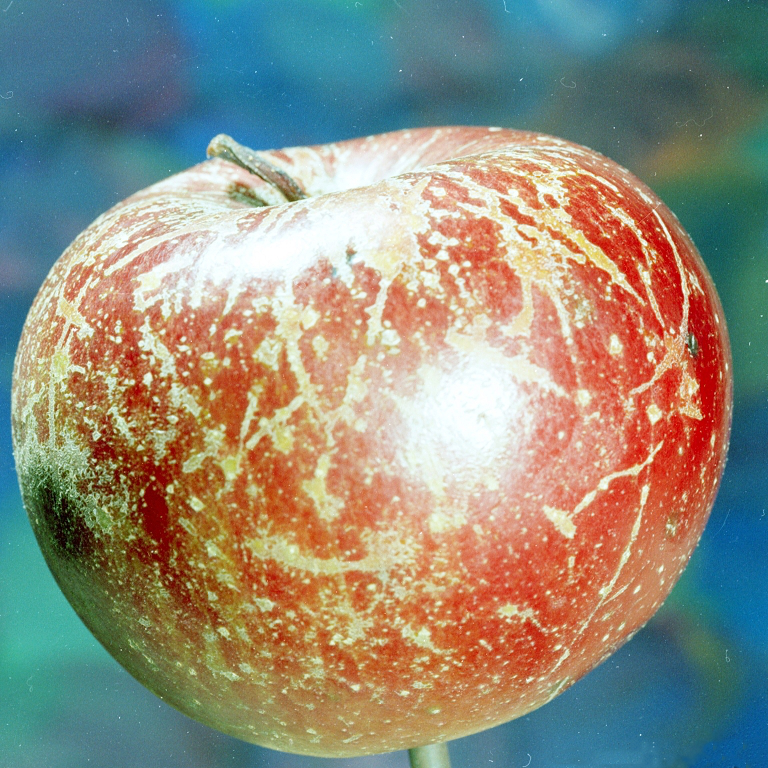
Mjöldagg på frukt Exemplet visas dock på annan art än James Grieve
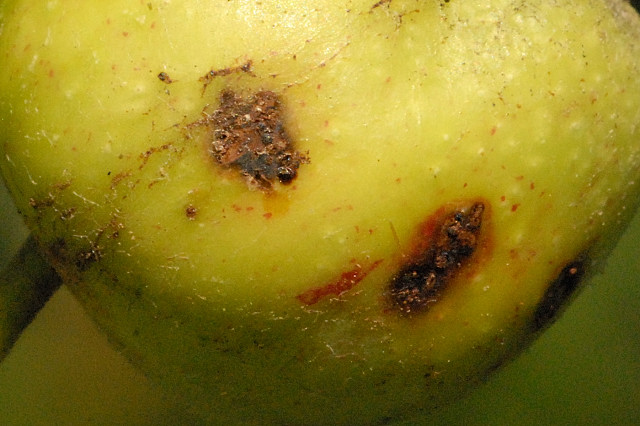
Skorv Exemplet visas dock på annan art än James Grieve
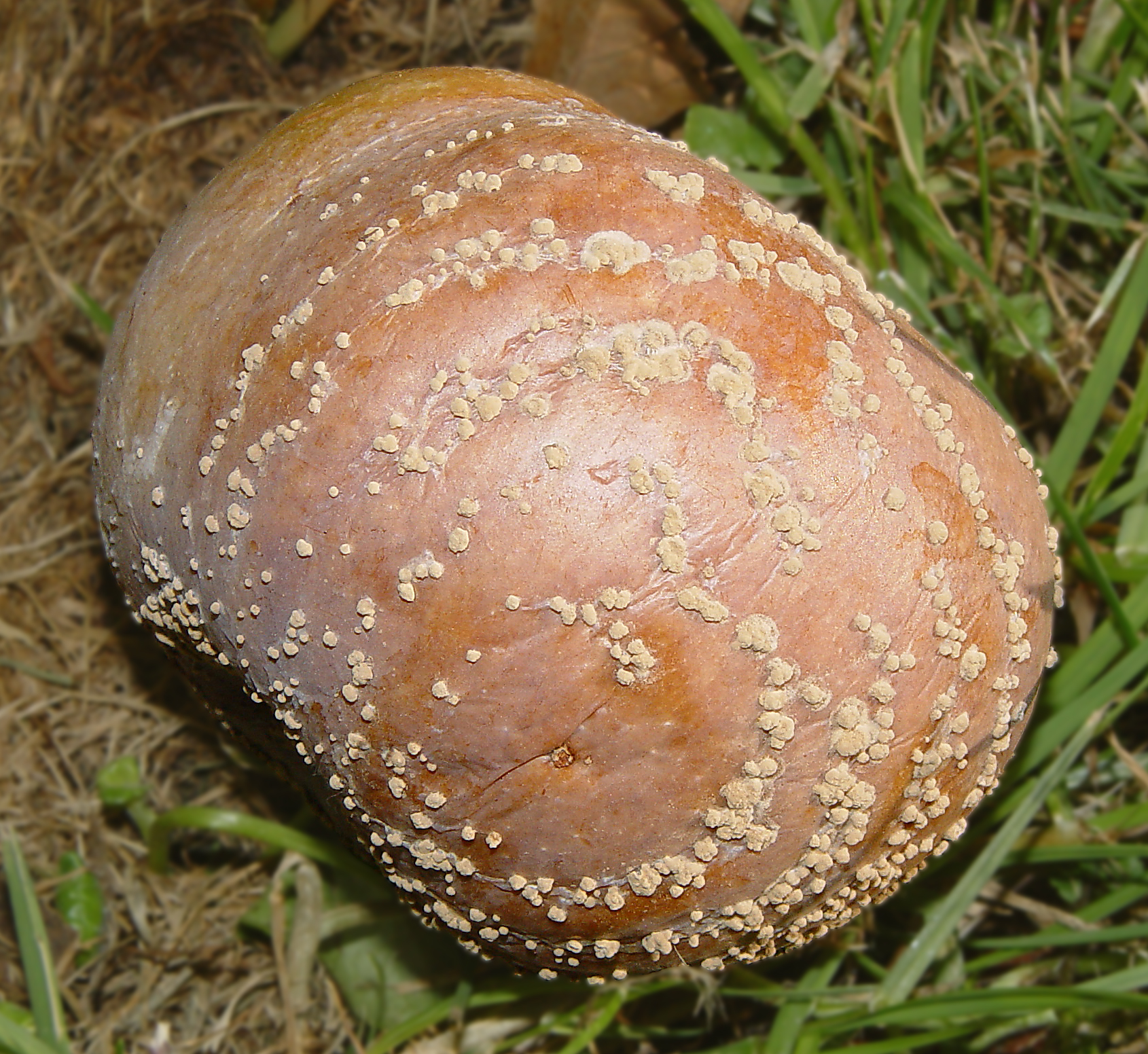
Fruktmögel Exemplet visas dock på annan art än James Grieve
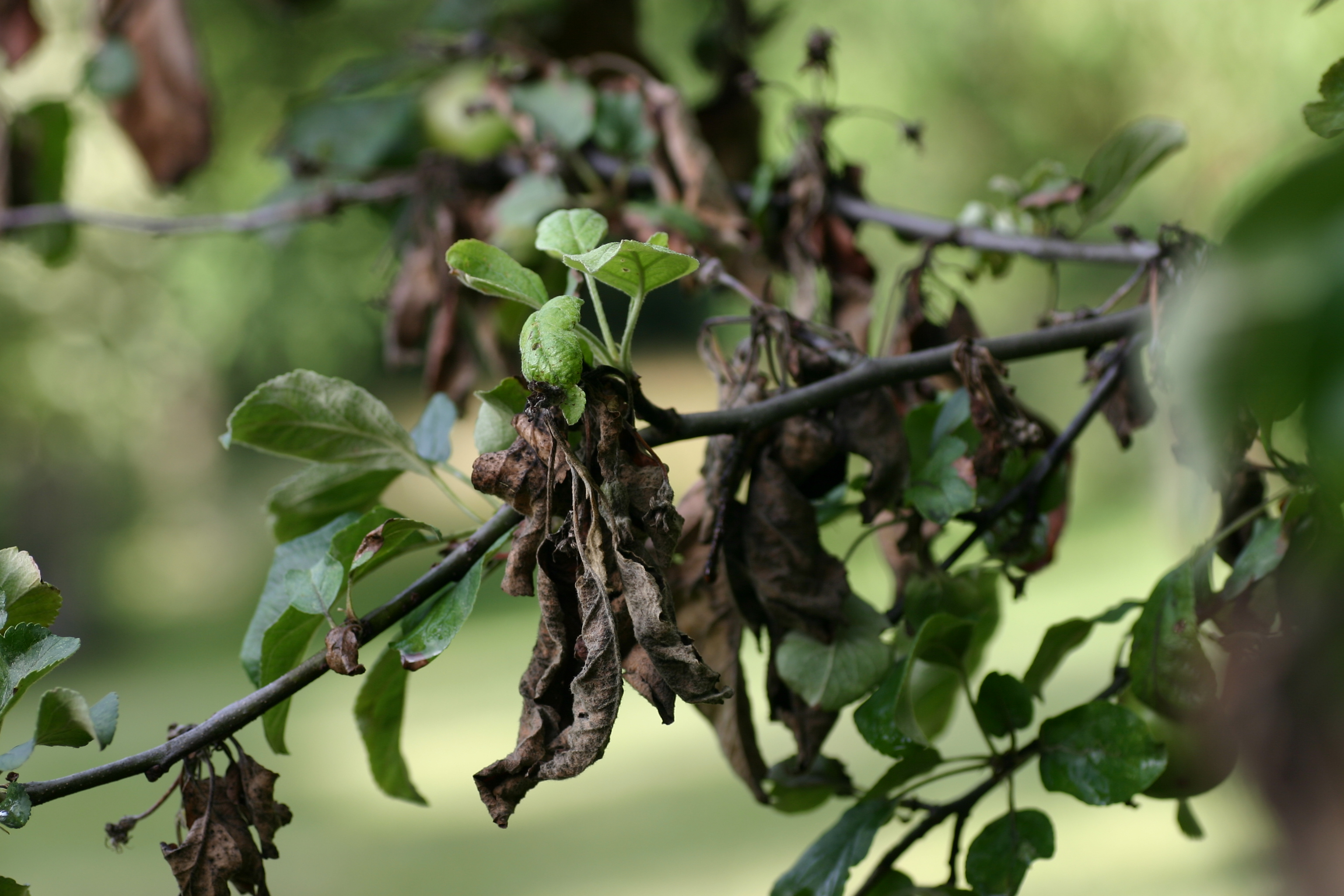
Äppelträd angripet av päronpest Exemplet visas dock på annan art än James Grieve
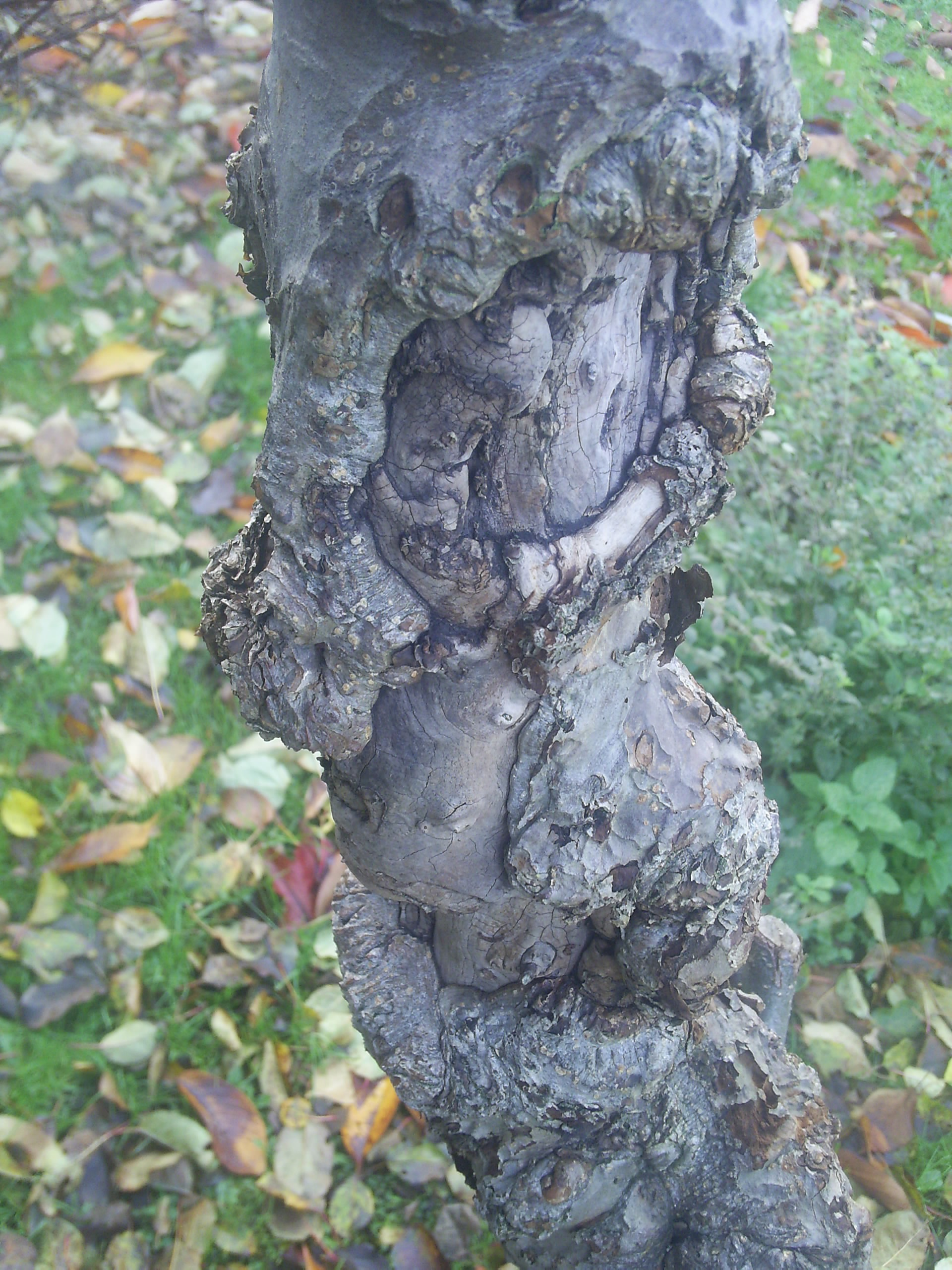
Trädkräfta